# Travelin' Light (ラジオ番組)
Travelin' Light（トラベリン・ライト）は、毎週土曜日の11:00 - 12:50(JST)にFMヨコハマが生放送しているラジオ番組。

## 概要
2012年10月に放送開始した音楽・情報番組で、パーソナリティにはシンガーソングライターの畠山美由紀を起用し、畠山にとってはこれが初担当のラジオ番組である。番組名は、ビリー・ホリデイ、チェット・ベイカーの楽曲タイトルが由来で、土曜日の昼に「気軽な旅気分を！」と言う意味合いを含んでいる。
普段は横浜ランドマークタワー10階のFMヨコハマBスタジオ（生放送対応スタジオ）から生放送しているが、年に何度かは神奈川県内を中心に公開生放送が実施される。
番組開始以来、120分番組として放送が続けられてきたが、2025年4月放送分より放送時間が10分短縮され、12:50までの放送に変更された。

## タイムテーブル
- 11:10 - 住まいるサポート presents 住まいと暮らしの相談室
- 11:30 - ウエインズトヨタ神奈川 Daylight Cruising
- 12:38 - HITS BOX（出演：KARL南澤）

FM YOKOHAMA TRAFFIC REPORT
- 11:40、12:35

FM YOKOHAMA NEWS
- 11:53

FM YOKOHAMA WEATHER INFORMATION
- 11:57